# Леошеня, Евгений Варфоломеевич
Евгений Варфоломеевич Леошеня (24 декабря 1900, Слоним, Гродненская губерния — 6 декабря 1981, СССР) — советский и польский военачальник, генерал-лейтенант инженерных войск (1955), кандидат военных наук (1943), доцент, почётный гражданин города Слоним (1969).

## Биография
Родился 23 декабря 1900 года в посёлке Альбертин (ныне одноимённый район города Слоним, Гродненская область, Белоруссия). Белорус, по матери — польского происхождения. Работал на местной суконной фабрике. Семья во время Первой мировой войны переехала в Петроград. После Октябрьской революции вернулся в Слоним, работал учителем в Барановичской волости.
С июня 1919 года доброволец РККА, участник Гражданской войны в России. После войны командовал взводом, ротой, был политруком и командиром батальона. Член ВКП(б) с 1923 года. Окончил военно-инженерную школу (1922) и Военную академию имени М. В. Фрунзе (1934). С 1935 года — преподаватель академии и начальник кафедры. Занимался совершенствованием военно-инженерной школы, развитием теории тактики инженерных войск и теории инженерного обеспечения боя и операции.
В годы Великой Отечественной войны участник обороны Москвы (начальник инженерных войск Московского оборонительного рубежа и западной группы войск обороны Москвы, а также начальник штаба оперативной группы инженерных сооружений)
. Участник обороны Крыма и Севастополя: с 23 декабря 1941 года — начальник штаба оперативной группы инженерных заграждений Ставки ВГК в Севастополе. С 1 февраля 1942 года — начальник штаба оперативной группы инженерных заграждений Резерва Главного командования Крымского фронта на Ак-Монайских позициях. С 1944 года — начальник штаба инженерных войск 1-го Белорусского фронта, в этой должности участвовал в операции «Багратион» и боях за Слонимщину, а также в Варшавско-Одерской и Берлинской наступательных операциях. Участник советско-японской войны и разгрома Квантунской армии.
После войны занимался педагогической работой и находился на руководящих постах в инженерных войсках. В 1946 году стал начальником кафедры Военно-инженерной академии имени В. В. Куйбышева. С 1951 года на преподавательской работе, в 1957 году возглавил Военно-политическую академию имени В. И. Ленина, в 1958 году — первый заместитель начальника по научной и учебной работе Военно-инженерной академии имени В. В. Куйбышева. В 1951—1956 годах в Войске Польском, работал в Военно-технической академии Войска Польского в Варшаве, начальник кафедры инженерного снабжения на факультете инженерных войск. В 1952 году назначен директором Военно-технической академии Войска Польского в Варшаве. В отставке с 1959 года. 
После отставки занимался партийной и общественной работой в Советском комитете ветеранов войны и в военно-научном обществе при Центральном доме Советской армии имени М. В. Фрунзе. Соавтор сборника «50 лет инженерных войск», готовил материалы для истории Слонимщины. Первый руководитель молодёжного движения «Юные карбышевцы».

## Награды
Отмечен следующими наградами:
 СССР
- Орден Ленина
- Орден Красного Знамени (трижды)[8]
- Орден Кутузова I степени[9]
- Орден Кутузова II степени[10]
- Орден Отечественной войны I степени
- Орден Отечественной войны II степени[10]
- Орден Богдана Хмельницкого II степени[10]
- Медаль «За оборону Севастополя»  (11.09.1943)

 Польша
- Орден Возрождения Польши IV степени
- Орден «Знамя Труда» I класса
- Орден «Крест Грюнвальда» II степени
- Медаль «За Варшаву 1939—1945»
- Золотая медаль «За заслуги при защите страны»
- Медаль «На страже мира» - золото
- Медаль «Братство по оружию»

Скончался 6 декабря 1981 года. Именем Евгения Варфоломеевича Леошени названа улица в городе Слоним, материал о нём также выставлен в Слонимском краеведческом музее и музее революционной, боевой и трудовой славы средней школы № 4 Слонима.
Научный редактор книги «Солдат, герой, ученый: Воспоминания о Д. М. Карбышеве» / Сост. Д. С. Борисов, М. К. Шевчук; научн. ред. Е. В. Леошеня. – М.: Воениздат, 1961. – 196 с.